# Нова (Чишминський район)
Но́ва (рос. Новая, башк. Яңауыл) — присілок у складі Чишминського району Башкортостану, Росія. Входить до складу Арслановської сільської ради.
Населення — 358 осіб (2010; 401 в 2002).
Національний склад:
- татари — 85 %